# Viktor Sharaliev
Viktor Sharaliev est un joueur bulgare de volley-ball né le 26 juin 1971. Il mesure 1,96 m et joue central.

## Clubs
| Club              | Pays     | De        | À         |
| ----------------- | -------- | --------- | --------- |
| Pateri Varkaus    | Finlande | 2000-2001 | 2000-2001 |
| Beauvais OUC      | France   | 2002-2003 | 2002-2003 |
| FL Saint-Quentin  | France   | 2003-2004 | 2004-2005 |
| Narbonne Volley   | France   | 2005-2006 | 2008-2009 |
| Mende Volley-Ball | France   | 2009-2010 | 2013-2014 |

## Palmarès
- Champion de Chypre (1)
  - Vainqueur : 1996
- Champion de Hongrie (1)
  - Vainqueur : 1997
- Champion de Tunisie (1)
  - Vainqueur : 1998
- Champion d'Estonie (1)
  - Vainqueur : 2002
- Champion de Finlande (1)
  - Vainqueur : 2000